# El Hadi Khaldi
El Hadi Khaldi né le 30 septembre 1956 à Tunis est un universitaire et homme politique algérien, membre du FLN.
Recteur de l’université de la formation continue de 1998 à 2003.
Père de 4 enfants 3 fille et un garçon 

## Fonctions
- Depuis 2003, Ministre de la formation et de l’enseignement professionnels.
- 2007, élu député  l'assemblée populaire nationale (FLN)[3].